# Mohair

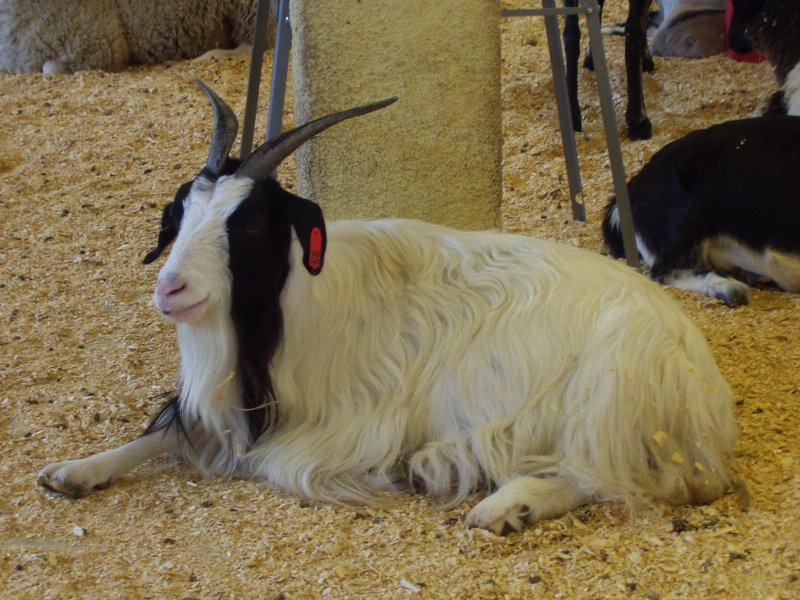
En angoraget.

Mohair är ullfiber från angorageten. Denna tamget finns i Nordamerika, Sydafrika, Turkiet och i västra Asien på 1 000 meters höjd. Djuren klipps två gånger om året och levererar vid varje klippning cirka 1,5–2,5 kg mohairull. Fibrerna är mellan 100 och 300 mm långa, har ringa hållfasthet, är obetydligt krusade, är till färgen vit-gula, glänsande, mycket elastiska och har en finlek av 25–50 mikrometer. Mohair kommer till användning ren eller blandad med annan ull bland annat i överplagg, till exempel damkappor samt i trikåplagg, möbeltyg, filtar och mattor.